# Armstrong World Industries
Armstrong World Industries (AWI) ist ein weltweit agierender Hersteller von Bodenbelägen. Firmensitz der Gruppe ist das US-amerikanische Lancaster. Das 1860 gegründete Unternehmen hatte 2007 weltweit etwa 12.700 Mitarbeiter und einen Umsatz von 3,5 Mrd. US$.
Unter der Marke DLW vertrieb Armstrong in Europa elastische und textile Beläge wie Linoleum, Vinyl, Fliesen sowie Nadelvliesbeläge, die sich vor allem für Gewerbe- und Objektbau ausgelegt sind. Armstrong ist auf Bodenbeläge im Gesundheits- und Bildungswesen, Ladenbau, aber auch im Wohnungsbau und in Bürogebäuden spezialisiert. Weitere Produkte sind Deckensysteme und Einbauschränke.
Die europäischen Aktivitäten des Unternehmens wurden von der Armstrong DLW GmbH in Bietigheim-Bissingen aus geleitet und waren, zusammen mit den verschiedenen Werken von Armstrong in Europa und der Marke DLW, unter der Dachmarke Armstrong Floor Products Europe zusammengefasst. Armstrong ist mit eigenen Kundendienst-Niederlassungen in ganz Europa vertreten.
Im Dezember 2014 stellte Armstrong DLW GmbH einen Insolvenzantrag, Armstrong zog sich in der Folge komplett aus dem Bodenbelags-Geschäft in Europa, Russland, dem Mittleren Osten und Afrika zurück.
Nach einer erneuten Insolvenz wurde der Standort Bietigheim-Bissingen 2018 geschlossen, das Werk in Delmenhorst (zusammen ehemals „DLW – Deutsche Linoleum Werke“) wurde verkauft und firmiert heute als Gerflor DLW GmbH.
2017 wurde bekannt, dass Armstrong World Industries auch seine europäische Deckensparte abgeben will. Käufer für die Werke in England, Frankreich, sowie im deutschen Münster sollte die Knauf-Gruppe sein, die Zustimmung der Kartellämter vorausgesetzt. Zuvor übernahm Knauf bereits ein Werk von AWI im russischen Jelabuga.